# Samabogo
Samabogo è un comune rurale del Mali facente parte del circondario di Bla, nella regione di Ségou.
Il comune è composto da 10 nuclei abitati:
- Bangafongo
- Bogoni
- Dossorosso Bamana
- Dossorosso Peul
- Kokasso
- Kolomousso
- Nougola
- Pissangasso
- Samabogo
- Sokourani